# 基督的鞭刑 (卡拉瓦乔)
《基督的鞭刑》（義大利語：Flagellazione di Cristo）是意大利巴洛克画家卡拉瓦乔的一幅画作，现藏于意大利那不勒斯的国立卡波迪蒙特博物馆。 它的历史可追溯至 1607 年，可能在 1610 年被艺术家重新加工过。不要将它与《基督在柱子上》混淆，后者是卡拉瓦乔在同一时期创作的另一部类似题材的作品。
根据艺术传记作家吉安·彼得罗·贝洛里的说法（1672年），这件作品是由弗朗科家族出资，为那不勒斯大圣多明我堂一个小堂而创作。这个家族与仁慈山教堂的仁慈山善会有关，而卡拉瓦乔此前已经为该堂绘制了《七件善事》。1972年，这幅画从大圣多明我堂迁入卡波迪蒙特博物馆。